# Trichopsomyia currani
Trichopsomyia currani är en tvåvingeart som beskrevs av Fluke 1937. Trichopsomyia currani ingår i släktet gallblomflugor, och familjen blomflugor. Inga underarter finns listade i Catalogue of Life.